# Amphimallon volgense
Amphimallon volgense är en skalbaggsart som beskrevs av Fischer 1823. Amphimallon volgense ingår i släktet Amphimallon och familjen Melolonthidae. Inga underarter finns listade i Catalogue of Life.